# Langustenartige
Die Einteilung der Lebewesen in Systematiken ist kontinuierlicher Gegenstand der Forschung. So existieren neben- und nacheinander verschiedene systematische Klassifikationen. 
Das hier behandelte Taxon ist durch neue Forschungen obsolet geworden oder ist aus anderen Gründen nicht Teil der in der deutschsprachigen Wikipedia dargestellten Systematik.

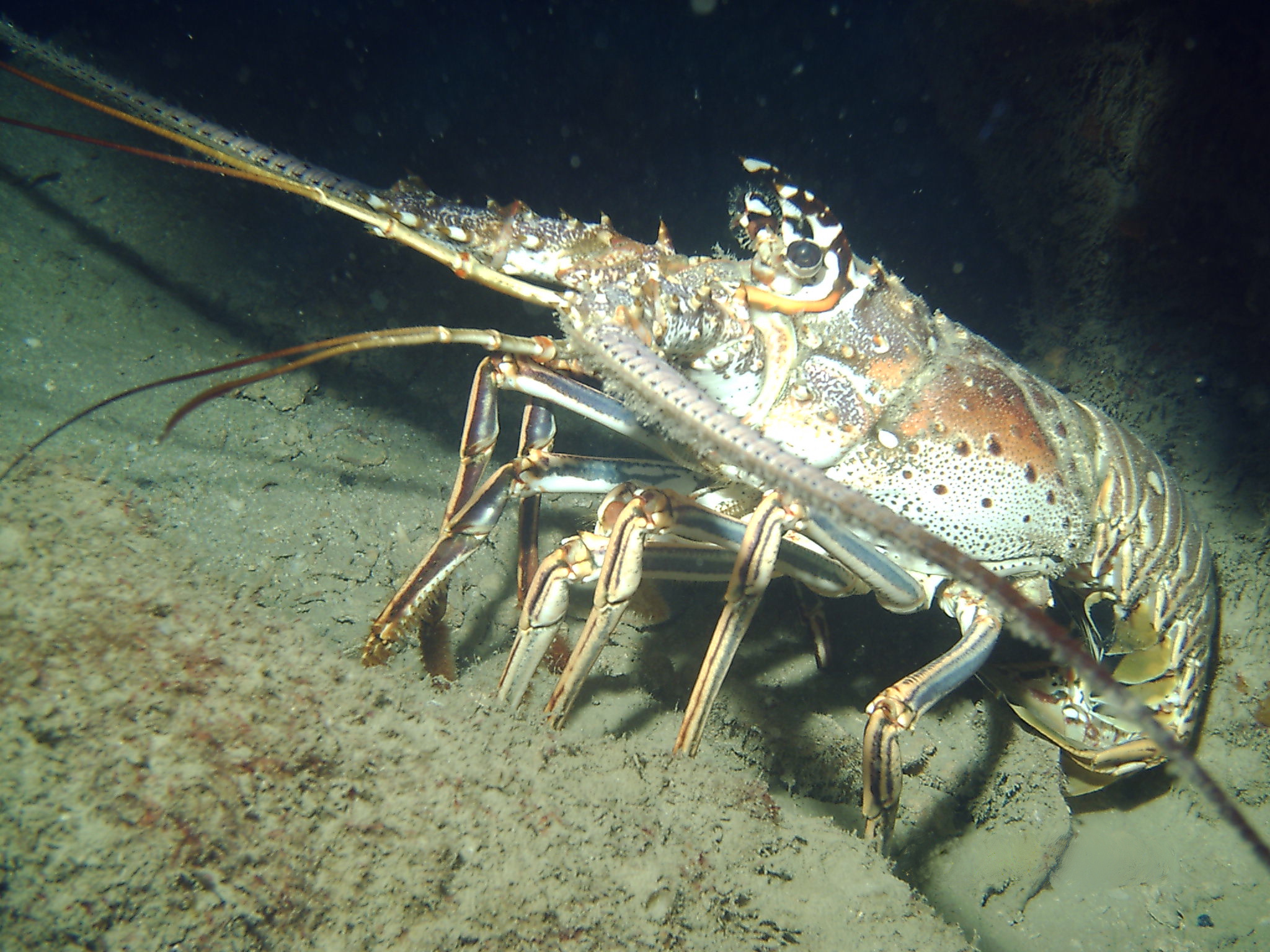
Karibik-Languste (Panulirus argus)

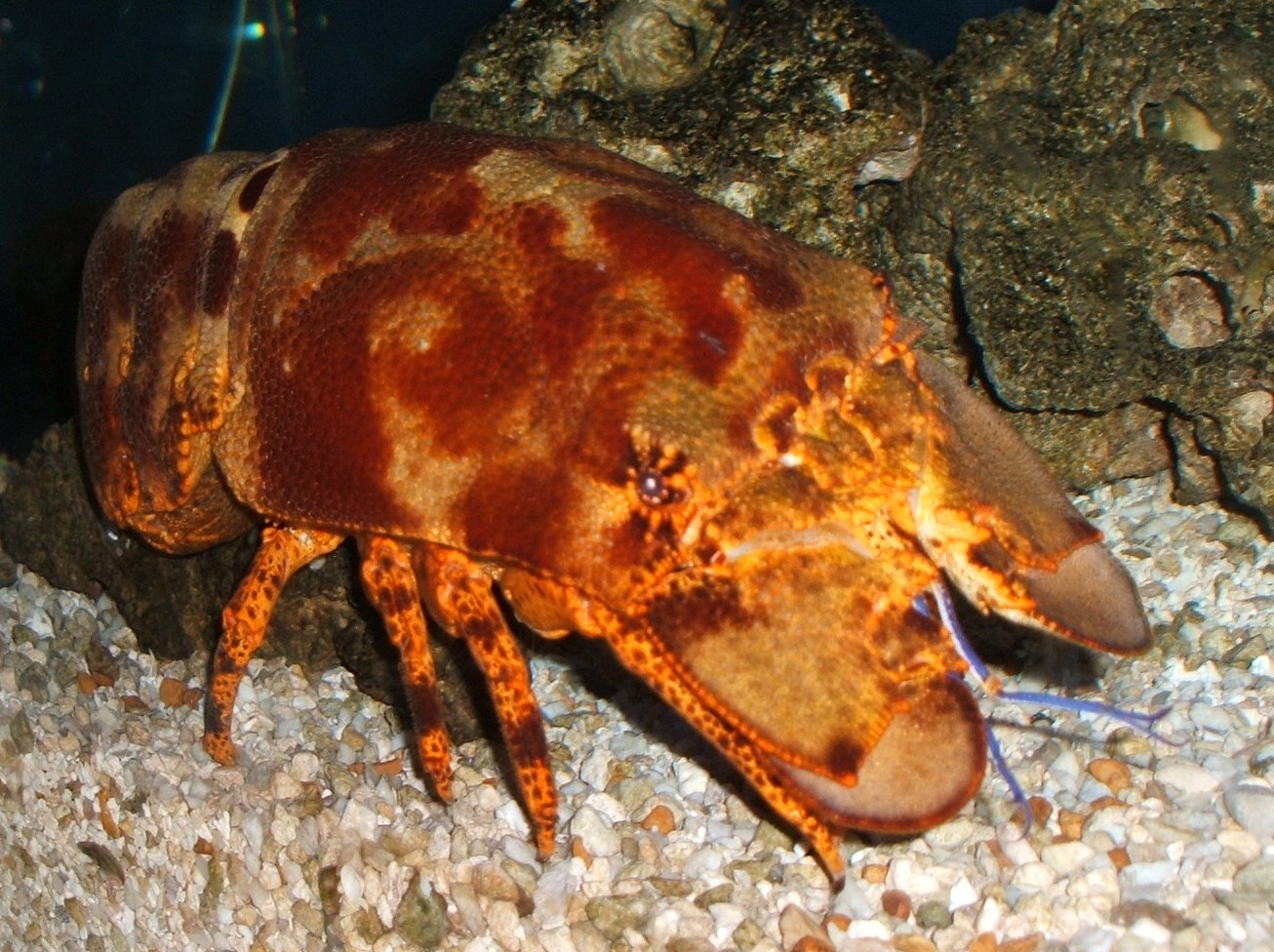
Parribacus antarcticus

Die Langustenartigen (Palinura) waren eine Teilordnung der Zehnfußkrebse (Decapoda). Aufgrund ihres paraphyletischen Verwandtschaftsverhältnisses wurden die Familien in die Teilordnungen Achelata und Polychelida eingegliedert und die Teilordnung Langustenartige aufgelöst.

## Beschreibung
Es sind große, langgestreckte Krebse, mit einem meist flachen Carapax, ohne oder nur mit einem sehr kleinen Rostrum. Die vorderen Beine sind meist scherenlos. Dagegen trägt das letzte, fünfte Schreitbeinpaar oft kleine Scheren. Der Hinterleib ist kräftig und endet in einem großen Schwanzfächer, dessen Hinterrand weich ist.
Die meisten der ca. 140 Arten sind nachtaktiv und verbringen den Tag in Höhlen und Spalten. Alle Langustenartigen ernähren sich von Aas, allerlei Wirbellosen und Algen. Langustenartige gibt es in allen Weltmeeren. Die 40 Arten der Familie Polychelidae leben in der Tiefsee bis in 4500 Metern Tiefe. Viele Arten werden vom Menschen gefangen und gelten als Delikatessen.

## Systematik
Die Langustenartigen gliederten sich ehemals in zwei Überfamilien mit fünf Familien:
- Langustenartige (Palinura)
  - Eryonoidea De Haan, 1841
    - Eryonidae De Haan, 1841
    - Polychelidae Wood-Mason, 1874

  - Palinuroidea Latreille, 1802
    - Langusten (Palinuridae) Latreille, 1802
    - Bärenkrebse (Scyllaridae) Latreille, 1825
    - Pelzlangusten (Synaxidae) Bate, 1881

Langusten und Bärenkrebse wurden vor allem wegen der fehlenden Scheren an den ersten vier Schreitbeinpaaren und aufgrund molekulargenetischer Analyse der Teilordnung Achelata zugeordnet. Die Gattungen der Pelzlangusten sind nach dieser Analyse Teil der Familie Langusten und verlieren somit ihren Familienstatus. Polychelidae und Eryonidae wurden Familien der Polychelida.